# Granbury
Granbury ist die Bezirkshauptstadt und Sitz der Countyverwaltung (County Seat) des Hood County im US-Bundesstaat Texas in den Vereinigten Staaten. Das U.S. Census Bureau hat bei der Volkszählung 2020 eine Einwohnerzahl von 10.958 ermittelt.

## Geographie
Die Stadt liegt etwa 56 Kilometer südwestlich von Fort Worth am U.S. Highway 377 am Lake Granbury zentral im County, im mittleren Nordosten von Texas. Die Entfernung zu Oklahoma im Norden beträgt 155 Kilometer. Granbury hat eine Gesamtfläche von 15,9 km², davon 1,6 km² Wasserfläche.

## Geschichte
1854 führten Tom Lambert und Amon Bond eine Gruppe Emigranten, die meisten aus Tennessee, über den Brazos River in dieses Gebiet.

## Demographische Daten
Nach der Volkszählung im Jahr 2000 lebten hier 5718 Menschen in 2391 Haushalten und 1458 Familien. Die Bevölkerungsdichte betrug 398,5 Einwohner pro km². Ethnisch betrachtet setzte sich die Bevölkerung zusammen aus 94,54 % weißer Bevölkerung, 0,38 % Afroamerikanern, 0,70 % amerikanischen Ureinwohnern, 0,52 % Asiaten, 0,03 % Bewohnern aus dem pazifischen Inselraum und 2,62 % aus anderen ethnischen Gruppen. Etwa 1,19 % waren gemischter Abstammung und 7,31 % der Bevölkerung waren spanischer oder lateinamerikanischer Abstammung.
Von den 2391 Haushalten hatten 27,0 % Kinder unter 18 Jahre, die im Haushalt lebten. 48,4 % davon waren verheiratete, zusammenlebende Paare. 9,5 % waren allein erziehende Mütter und 39,0 % waren keine Familien. 34,9 % aller Haushalte waren Singlehaushalte und in 18,7 % lebten Menschen, die 65 Jahre oder älter waren. Die Durchschnittshaushaltsgröße betrug 2,20 und die durchschnittliche Größe einer Familie belief sich auf 2,83 Personen.
21,0 % der Bevölkerung waren unter 18 Jahre alt, 8,0 % von 18 bis 24, 25,6 % von 25 bis 44, 21,9 % von 45 bis 64, und 23,4 % die 65 Jahre oder älter waren. Das Durchschnittsalter war 42 Jahre. Auf 100 weibliche Personen aller Altersgruppen kamen 83,4 männliche Personen. Auf 100 Frauen im Alter von 18 Jahren und darüber kamen 77,1 Männer.

Das jährliche Durchschnittseinkommen eines Haushalts betrug 35.952 USD, das Durchschnittseinkommen einer Familie 45.451 USD. Männer hatten ein Durchschnittseinkommen von 34.625 USD gegenüber den Frauen mit 25.721 USD. Das Prokopfeinkommen betrug 19.801 USD. 9,6 % der Bevölkerung und 5,0 % der Familien lebten unterhalb der Armutsgrenze. Davon waren 4,6 % Kinder und Jugendliche unter 18 Jahren und 14,9 % waren 65 oder älter.

## Söhne und Töchter der Stadt
- Toby Morris (1899–1973), Politiker
- Shorty Rollins (1929–1998), NASCAR-Rennfahrer